# Alaptus globularis
Alaptus globularis is een vliesvleugelig insect uit de familie Mymaridae. De wetenschappelijke naam is voor het eerst geldig gepubliceerd in 1980 door Sveum & Solem.